# Museo di arti decorative dell'Avana
Il Museo di arti decorative dell'Avana (in spagnolo, Museo de Artes Decorativas) è un museo di arte decorativa dell'Avana.
La sede è l'ex residenza della contessa di Revilla de Camargo Maria Luisa Gomez Mena viuda de Cagiga, sorella di José Gomez Mena, proprietario del centro commerciale Manzana de Gomez. Il palazzo, progettato a Parigi dagli architetti P. Virad e M. Destuque, si ispira al rinascimento francese e fu costruito in stile neoclassico fra il 1924 e il 1927.